# Messaggio di morte
Messaggio di morte (Messenger of Death) è un film statunitense del 1988 diretto da J. Lee Thompson. Il film è conosciuto in Italia anche con il titolo Il segno della vendetta e Il segno della giustizia.
Basato sul romanzo The Avenging Angel di Rex Burns, è un film d'azione thriller con Charles Bronson, Trish Van Devere e Laurence Luckinbill.

## Trama
Nel Colorado una famiglia di un pastore benestante viene massacrata da due criminali di passamontagna. Sulla scena ci sono anche il capo della polizia Barney Doyle e il giornalista Garrett Smith, che sospetta subito di una compagnia idrica che vogliono impadronirsi di una terra dei mormoni scatenando una guerra.

## Produzione
Il film, diretto da J. Lee Thompson su una sceneggiatura di Paul Jarrico con il soggetto di Rex Burns (autore del romanzo), fu prodotto da Pancho Kohner per la Golan-Globus Productions e girato nel Colorado.

## Distribuzione
Il film fu distribuito negli Stati Uniti dal 16 settembre 1988 al cinema dalla Cannon Group e per l'home video dalla Cannon Home video.
Alcune delle uscite internazionali sono state:
- in Finlandia nel 1989 (Tuomion enkeli)
- in Perù nel 1989
- nei Paesi Bassi il 19 gennaio 1989
- nel Regno Unito nell'aprile del 1989 (in anteprima)
- in Austria nel maggio del 1989 (Das Gesetz ist der Tod)
- in Germania Ovest nel maggio del 1989 (Das Gesetz ist der Tod)
- in Danimarca il 21 luglio 1989 (Dødens budbringer)
- in Ungheria (A bosszú angyala)
- in Svezia (Dödens budbärare)
- in Francia (Le messager de la mort)
- in Portogallo (Mensageiro da Morte)
- in Romania (Mesagerul mortii)
- in Grecia (O angelioforos tou thanatou)
- in Polonia (Poslaniec smierci)
- in Italia (Messaggio di morte)

## Promozione
La tagline è: "What the cops can't do, he will.".